# 13 février 1921
Le dimanche 13 février 1921 est le 44e jour de l'année 1921.

## Naissances
- Jeanne Demessieux (morte le 11 novembre 1968), compositeur et organiste
- José María Medina (mort le 16 octobre 2005), footballeur uruguayen
- Louis Féraud (mort le 28 décembre 1999), couturier et artiste français
- Lourdes Quisumbing (morte le 14 octobre 2017), femme politique philippine
- Renée Doria, soprano colorature, artiste lyrique française
- Wardell Gray (mort le 25 mai 1955), musicien américain

## Décès
- François Dupuy (né le 8 juillet 1846), personnalité politique française